# Scytodes bergeri
Scytodes bergeri är en spindelart som beskrevs av Embrik Strand 1915. Scytodes bergeri ingår i släktet Scytodes och familjen spottspindlar.
Artens utbredningsområde är Namibia. Inga underarter finns listade i Catalogue of Life.